# 管一德
管一德，字士恒，號秀川。南直隸常熟縣（今江蘇省常熟市）人。明朝學者。

## 生平
管一德年十五入縣學，萬曆十九年（1591年）舉辛卯科應天鄉試第二名。喜著述，曾纂《皇明常熟文獻志》。